# زهبارك (غافروبارمون)
زهبارك (بالفارسية: زهبارک) هي قرية تقع في إيران في هرمزغان. يقدر عدد سكانها بـ 145 نسمة بحسب إحصاء 2016.